# جايلين بارون
جايلين بارون (بالإنجليزية: Jaylen Barron)‏، هي ممثلة أمريكية، ولدت في 31 أغسطس 1998 في رينو، نيفادا.

## روابط خارجية
- جايلين بارون على موقع IMDb (الإنجليزية)
- جايلين بارون على موقع ميتاكريتيك (الإنجليزية)
- جايلين بارون على موقع روتن توميتوز (الإنجليزية)
- جايلين بارون على موقع ألو سيني (الفرنسية)
- جايلين بارون على موقع قاعدة بيانات الفيلم (الإنجليزية)
- جايلين بارون على موقع كينوبويسك (الروسية)